# Martyn Wood
Martyn Benjamin Wood (Harrogate, 24 aprile 1975) è un allenatore, ed ex giocatore, di rugby a 15 internazionale per l'Inghilterra, dal 2019 allenatore capo del Leeds Tykes.
Ha conquistato il suo primo "cap" con la maglia dell'Inghilterra il 9 giugno 2001 nella partita che vedeva la sua nazionale opposta a quella dell'Canada, sempre nel 2001 ha preso parte al tour dei British and Irish Lions in Australia.

Sfortunatamente, nel 2005, Wood si ruppe il collo in un incidente da un trampolino che lo costrinse al ritiro dal rugby professionistico.
In un successivo viaggio nella capitale ceca, Praga, Wood rimase molto colpito dallo sfruttamento della prostituzione e dal destino riservato alle donne coinvolte, tornato in patria si mise al lavoro per cercare di aiutare le donne sfruttate nei dintorni della sua città natale.